# Спачо Монтелуијано (Перуђа)
Спачо Монтелуијано је насеље у Италији у округу Перуђа, региону Умбрија.
Према процени из 2011. у насељу је живело 62 становника. Насеље се налази на надморској висини од 587 м.